# Haute École de Namur
La Haute École de Namur (HENAM) est née, le 15 septembre 2007, de la fusion de la Haute École namuroise catholique (HENaC) et la haute école d'enseignement supérieur de Namur (IESN). Elle appartient au réseau de l'enseignement libre catholique subventionné en Communauté française de Belgique.

Depuis le 15 septembre 2011, la haute école a fusionné avec la Haute école Blaise Pascal, donnant naissance à la Haute école de Namur-Liège-Luxembourg.
Elle comptait près de 4 000 étudiants répartis sur cinq sites. Depuis la mise en place du processus de Bologne et en concordance avec ce dernier, elle proposait un éventail quasi complet des formations en trois ans (bachelier) dans l'enseignement supérieur de type court (économique, paramédical, pédagogique, social, technique) ainsi que plusieurs années de spécialisation et des programmes de formations courtes.

## Sites et implantations
Les cours sont organisés au sein de 8 implantations : 
- Département économique IESN

- Département paramédical Sainte-Élisabeth

- Département pédagogique de Champion

- Département pédagogique de Malonne

- Département pédagogique IESN

- Département social de Malonne

- Département social de Namur

- Département technique IESN